# Leng Tch'e (album)
Pour les articles homonymes, voir Leng Tch'e.
Leng Tch'e est un album de Naked City paru sur le label japonais Toys Factory en 1992, et réédité par Tzadik en 1997 dans le coffret Black Box avec Torture Garden, puis en 2005 dans le coffret The Complete Studio Recordings. Il est constitué d'une seule pièce qui dure plus de 30 minutes, inspirée par une technique de torture chinoise.

## Titres
| 1.    | Leng Tch'e | 31:37 |
| 31:37 |            |       |

## Personnel
- Joey Baron - batterie
- Bill Frisell - guitare
- Fred Frith - basse
- Wayne Horwitz - claviers
- John Zorn - saxophone alto
- Yamatsuka Eye - voix